# 科科洛韋
48°14′21″N 31°16′35″E / 48.23917°N 31.27639°E
科科洛韋（烏克蘭語：Коколове），是烏克蘭中部的村莊，隸屬基洛夫格勒州的新烏克蘭卡區。該村始建於1882年，面積0.94平方公里，海拔高度124米，2001年人口29，人口密度每平方公里31人。